# Кэмпбелл, Бобби (североирландский футболист)
Роберт Макфол Кэ́мпбелл (англ. Robert McFaul Campbell; 13 сентября 1956, Белфаст — 15 ноября 2016, Хаддерсфилд, Йоркшир и Хамбер), более известный как Бобби Кэмпбелл (англ. Bobby Campbell) — североирландский футболист, играл на позиции нападающего. Участник чемпионата мира по футболу 1982 года.

## Биография

### Клубная карьера
Уроженец Белфаста Кэмпбелл начал карьеру в «Астон Вилле», за которую дебютировал в январе 1974 года в матче с «Сандерленда»; «черные коты» выиграли тот матч со счётом 2:1. Он не смог закрепиться в основном составе «бирмингемцев» и в феврале 1975 года был арендован в «Галифакс Таун».
В мае 1975 года перешёл в «Хаддерсфилд Таун», в котором за два сезона сыграл в Четвёртом дивизионе 31 матч и забил 9 голов. В 1977 году присоединился к клубу «Шеффилд Юнайтед», в котором играл в течение одного сезона, сыграв 37 матчей и забил 11 голов. Летом 1978 года переехал в Канаду, где играл за «Ванкувер Уайткэпс», сыграв в общей сложности 16 матчей и забил 11 голов.
Затем он вернулся в Англию и играл за «Хаддерсфилд Таун» и «Галифакс Таун» и в мае 1979 года отправился в Австралию. В Австралии он играл в течение шести месяцев за «Брисбен Сити», сыграв 20 матчей и забил 10 голов. В декабре 1979 года Кэмпбелл перешёл в «Брэдфорд Сити», отыграв за эту команду три с половиной сезона, сыграв 148 матчей и забил 76 голов.
По окончании сезона Кэмпбелл перешёл в «Дерби Каунти», за который сыграл 11 матчей и забил 4 гола. В декабре 1983 года вернулся в «Брэдфорд Сити», в составе которого играл во Втором и Третьем дивизионах. В составе «бантамс» он отыграл два с половиной сезона, сыграв 126 матчей и забил 45 голов. Кэмпбелл за семь сезонов в составе «Брэдфорд Сити» забил во всех турнирах 143 гола, благодаря чему является лучшим бомбардиром в истории клуба. Последним клубом для него в карьере стал «Уиган Атлетик», в котором играл два сезона и в 1988 году завершил карьеру игрока.

### Карьера в сборной
В составе сборной Северной Ирландии принимал участие на чемпионате мира по футболу 1982 года, но на турнире на поле так и не вышел. Всего за сборную Северной Ирландии сыграл 2 матча, в которых не забил ни одного мяча.

### Обвинения в мошенничестве
В 2014 году Билли Кэмпбелл и его супруга Пола были обвинены в мошенничестве по трём пунктам обвинений.
Сам бывший футболист называл все обвинения против себя и своей супруги «откровенной ложью». В октябре 2014 года уголовное дело было прекращено

### Смерть
Покончил с собой, повесившись в своём гараже, 15 ноября 2016 года в возрасте 60 лет.